# Gare de Roubijné
La gare de Roubijné est une gare du Réseau ferré de Donestk. 

## Histoire
En 1895 elle est créée sur la voie qui dessert Saint-Pétersbourg, Louhansk – Soumy, Debaltseve – Khmelnytskyi, Oufa – Simferopol.
En mai 2022, au début de l'invasion russe de l'Ukraine, la ligne ferroviaire est disputée entre les deux camps : les Ukrainiens font sauter un pont entre Roubijné et Sievierodonetsk

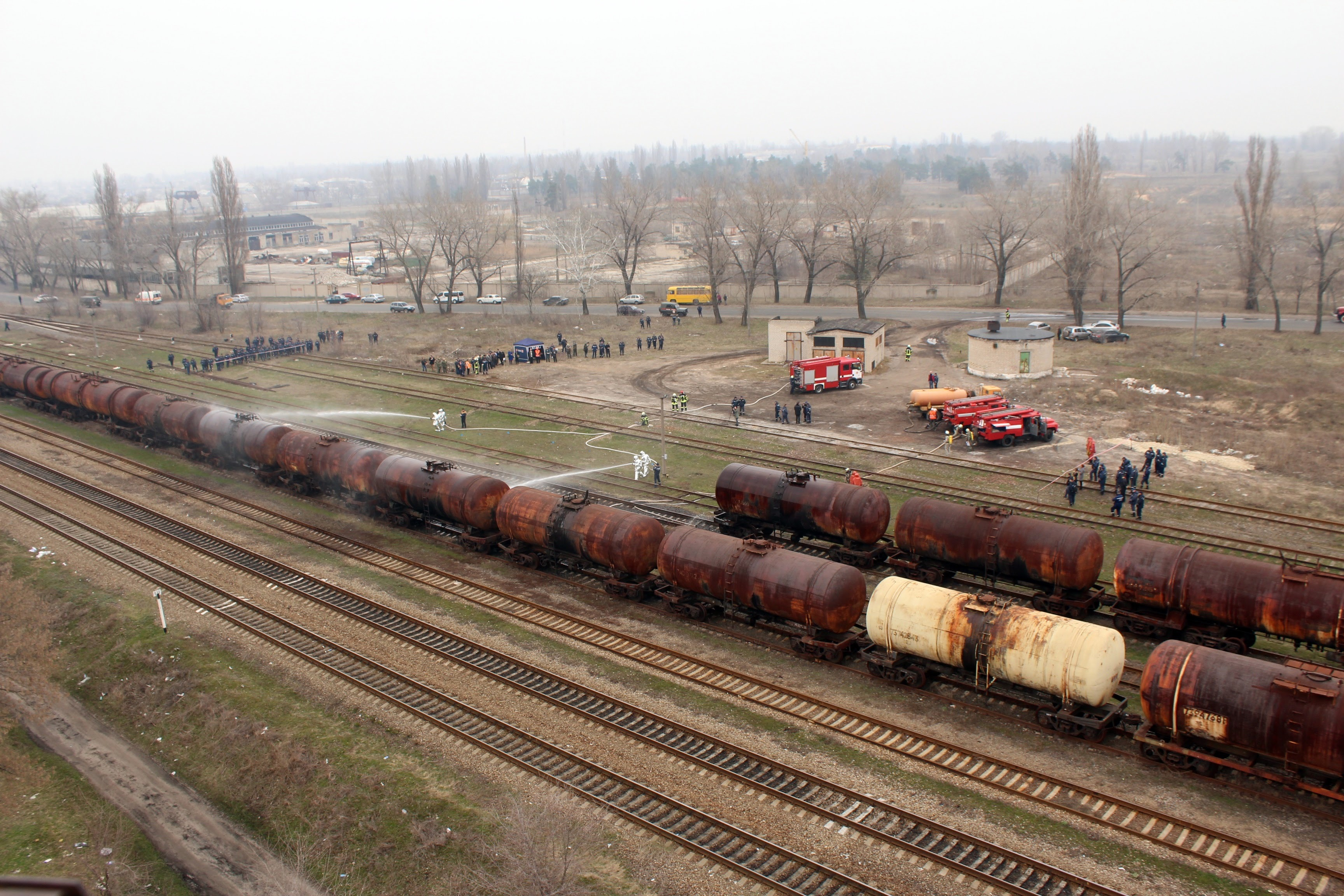
Voies.